# Kaiser Gates
Kaiser Gates, né le 8 novembre 1996 à Atlanta dans l'État de Géorgie, est un joueur américain de basket-ball évoluant au poste d'ailier.

## Biographie

### Carrière professionnelle

#### Pelicans de La Nouvelle-Orléans (2023)
Il signe un contrat two-way avec les Pelicans de La Nouvelle-Orléans en septembre 2023. Il est coupé début novembre après n'avoir disputé qu'une seule rencontre.

## Palmarès et distinctions individuelles
- All-Champions League Defensive Team (2022)